# 格罗夫希尔 (阿拉巴马州)
格罗夫希尔（英文：Grove Hill），是美国阿拉巴马州克拉克县的一个小镇。在美国|2000年人口普查时，全镇共有1,818人。该镇也是克拉克县的县治。克拉克县博物馆也位于该镇。

## 历史
格罗夫希尔有许多国家级的历史文化名胜，例如阿尔斯通-柯布之家（即克拉克县博物馆 ）。

## 地理
格罗夫希尔位于31°42'22.093" North, 87°46'27.386" West (31.706137, -87.774274)。
根据美国人口调查局的数据，全镇总面积5.0 平方英里(12.9 km²)，全部都是陆地。

## 人口调查
截至2000年的人口普查，全镇共有1438居民，582户和387个家庭。人口密度是289.6人每平方英里(111.7/km2)。该镇684个住房单位平均密度为137.8个每平方英里(53.1/km2)。全镇人口61.96%是白种人，0.21是美国土著，37.27%是非洲裔美国人，0.96%来自其他种族，还有0.21%是混血。西班牙裔和拉丁美洲裔分别占总人口的0.35%。
全镇582户的27.5%有18岁以下的孩子和他们居住，46.9%户是已经结婚的，17.4%户已婚丧夫的家庭，还有33.5%户是非家庭。582户中的32.1%由个人组成，17.7%户居住着65岁及以上的独居老人。平均每户有2.35人，每个家庭2.99人。
全镇18岁以下的少年儿童及青少年占总人口的23.2%，9.9%的人口居于18岁到24岁之间，25.8%的人口居于25岁到44岁之间，23.2%的人口居于45岁到64岁之间，还有18.0%的人口是65岁以上的老年人。人口年龄的中位数是40岁，平均每100个女性对应91.0个男性。18岁以上的每100个女性对应82.6个男性。

## 名人
- 道巴·菲尔德 - 1976年至1980年奥本大学足球队教练。
- 约翰·W·克兰福德 - 德克萨斯州美国众议院议员
- 格兰特·吉利丝 - 美国职业棒球大联盟运动员
- 克里夫·诺布尔斯 - 流行歌手